# Soul II Soul
Soul II Soul (Сол ту сол) — британская музыкальная группа конца 1980-х — начала 1990-х годов. Была образована в Лондоне в 1988 году.
Музыкальный сайт AllMusic характеризует стиль группы как «рэп с элементами соула» и называет её «одним из наиболее инновационных дэнс/R&B-коллективов конца 1980-х годов, создававшим соблазнительный, глубокий R&B, который заимствовал из филадельфийского соула, диско, регги и хип-хопа 80-х годов».
Группа пять раз номинировалась на британские музыкальные премии «Brit Awards», из них дважды на «Лучшую британскую группу».

## Дискография
Студийные альбомы
- Club Classics Vol. One (1989)
- Vol. II: 1990 – A New Decade (1990)
- Volume III Just Right (1992)
- Volume V: Believe (1995)
- Time for Change (1997)